# Göttin
Göttin est une commune de l'arrondissement du duché de Lauenbourg, dans le Land du Schleswig-Holstein.

## Géographie
Göttin se trouve le long de la Bundesautobahn 24 et du canal Elbe-Lübeck.
|        | Grambek       |           |
| Güster | Göttin        | Besenthal |
|        | Langenlehsten |           |

## Histoire
Le village est mentionné pour la première fois en 1194 dans l'accord d'Isfrid.